# Brooke (Rutland)
Pour les articles homonymes, voir Brooke.
Brooke est un village et une paroisse civile du Rutland, en Angleterre.